# Liste de compositeurs français
Cet article liste les compositeurs et compositrices de musique classique français, soit par ordre alphabétique, soit par ordre chronologique.

## Classement alphabétique
- Haut – A
- B
- C
- D
- E
- F
- G
- H
- I
- J
- K
- L
- M
- N
- O
- P
- Q
- R
- S
- T
- U
- V
- W
- X
- Y
- Z

### A
- Pierre Abélard (1079-1142)
- Isabelle Aboulker (1938-)
- Adolphe Adam (1803-1858)
- Louis Adam (1758-1848)
- Jean-Louis Agobet (1968-)
- François d'Agincourt (1684-1758)
- Jehan Alain (1911-1940)
- Charles-Valentin Alkan (1813-1888)
- Eloy d'Amerval (fl. 1455-1508)
- Marie-Thérèse Amirian (1879-1948)
- François Andrieu (actif en 1377)
- Jean-Henri d'Anglebert (1629-1691)
- Juan Arroyo (1981-)
- Daniel-François-Esprit Auber (1782-1871)
- Valéry Aubertin (1970-)
- Tony Aubin (1907-1981)
- Edmond Audran (1842-1901)
- Georges Auric (1899-1983)
- Maxime Aulio (1980-)

### B
- Nicolas Bacri (1961-)
- Claude Balbastre (1727-1799)
- Claude Ballif (1924-2004)
- Alain Bancquart (1934-)
- Eugénie Bardin-Royer (1833-1923)
- Henry Barraud (1900-1997)
- Florence Baschet (1955-)
- François Bayle (1932-)
- Marie-Emanuelle Bayon (1745-1825)
- François Bazin (1816-1878)
- Karol Beffa (1973-)
- Hector Berlioz (1803-1869)
- Antoine de Bertrand (vers 1530-vers 1580)[1]
- Christophe Bertrand (1981-2010)
- Jean-Baptiste Besard (1567-1625)
- Henri Betti (1917-2005)
- Gilles Binchois (1400-1460)
- Ludovic Bisch, ou Louis Philippe Bisch (ou Bisch-Lobstein ; 1831-1926)
- Raphaèle Biston (1975-)
- Georges Bizet (1838-1875)
- Michel Blavet (1700-1768)
- Sasha J. Blondeau (1986-)
- Thierry Blondeau (1961-)
- Nicolas Bochsa (1789-1856)
- Alexandre-Pierre-François Boëly  (1785-1858)
- Antoine Boësset (1586-1643)
- François-Adrien Boieldieu (1775-1834)
- René de Boisdeffre (1838-1906)
- Joseph Bodin de Boismortier (1689-1755)
- Mélanie Bonis (1858-1937)
- Charles Bordes (1863-1909)
- Giraut de Bornelh (1138-1215)
- André Boucourechliev (1925-1997)
- Lili Boulanger (1893-1918)
- Nadia Boulanger (1887-1979)
- Pierre Boulez (1925-2016)
- Guillaume Bouzignac (vers 1587-1643)
- Jacques Boyvin (entre 1649 et 1655-1706)
- Eugène Bozza (1905-1991)
- Augustin Braud (1994-)
- Thérèse Brenet (1935-)
- Antoine Bruhier (XVIe siècle)
- Hugues Brunet (vers 1190 - vers 1220)
- Pierre-Gabriel Buffardin (1690-1768)
- Patrick Burgan (1960-)

### C
- Louis de Caix d'Hervelois (1677-1759)
- Fabien Cali (1983-)
- Roger Calmel (1920-1998)
- Olivier Calmel (1974-)
- Régis Campo (1968-)
- André Campra (1660-1744)
- Édith Canat de Chizy (1950-)
- Amélie Julie Candeille (1767-1834)
- Joseph Canteloube (1878-1957)
- André Caplet (1879-1925)
- André Cardinal Destouches (1672-1749)
- Florent Caron Darras (1986-)
- Yvan Cassar (1966-)
- Jacques Castérède (1926-2014)
- Bernard Cavanna (1951-)
- Raphaël Cendo (1975-)
- Emmanuel Chabrier (1841-1894)
- David Chaillou (1971-)
- Frédéric Chalon (né au XVIIIe siècle)
- Cécile Chaminade (1857-1944)
- Jacques Champion de Chambonnières (vers 1601-1672)
- Philippe le Chancelier (entre 1165 et 1236)
- Jacques Charpentier (1933-2017)
- Gustave Charpentier (1860-1956)
- Marc-Antoine Charpentier (1643-1704)
- Pierre-Adrien Charpy (1972-)
- Pierre Charvet (1968-)
- Ernest Chausson (1855-1899)
- Charles Chaynes (1925-)
- Nicolas Chédeville (1705-1782)
- Louis Clapisson (1808-1866)
- Louis-Nicolas Clérambault (1676-1749)
- Pierre Cochereau (1924-1984)
- Gautier de Coincy (1178-1236)
- Gérard Condé (1947-)
- Louis Constantin (vers 1585-1657)
- Denis Colin (1956-)
- Julien Copeaux (1972-2003)
- Baude Cordier (1380- vers 1440)
- Yves Cornière (1934-2011)
- Gaspard Corrette (1671-1733)
- Michel Corrette (1707-1795)
- Guillaume Costeley (1530-1606)
- François Cotinaud (1956-)
- Bruno Coulais (1954-)
- Armand-Louis Couperin (1727-1789)
- François Couperin (1668-1733)
- Louis Couperin (1626-1661)
- Charles de Courbes (1580-)
- Jean Cras (1879-1932)
- Pierre de la Croix (vers 1270- avant 1347)

### D
- Nicolas Dalayrac (1753-1809)
- Marc-André Dalbavie (1961-)
- Charles Dancla (1817-1907)
- Jean-François Dandrieu (1682-1738)
- Antoine Dauvergne (1713-1797)
- Félicien David (1810-1876)
- Michel-Richard de Lalande (1657-1726)
- Claude Debussy (1862-1918)
- Abel Decaux (1869-1943)
- Thierry Deleruyelle (1983-)
- Léo Delibes (1836-1891)
- Paul Delmet (1862-1904)
- Claude Delvincourt (1888-1954)
- Josquin des Prés (1440-1521)
- Alfred Desenclos (1912-1971)
- Henry Desmarest (1661-1741)
- Maurice Desrez (1882-1969)
- François Devienne (1759-1803)
- Béatrice de Die (vers 1135-vers 1189)
- Pierre-Louis Dietsch (1808-1865)
- Louis-Antoine Dornel (vers 1680-après 1756)
- Geoffroy Drouin (1970-)
- Bertrand Dubedout (1958-)
- Jérôme Ducros (1974-)
- Guillaume Dufay (1400-1474)
- Denis Dufour (1953- )
- Hugues Dufourt (1943-)
- Paul Dukas (1865-1935)
- Henri Duparc (1848-1933)
- Gabriel Dupont (1878-1914)
- Marcel Dupré (1886-1971)
- Louis Durey (1888-1979)
- Frédéric Durieux (1959-)
- Maurice Duruflé (1902-1986)
- Pascal Dusapin (1955-)
- Robert Dussaut (1896-1969)
- Henri Dutilleux (1916-2013)

### E
- Christian Eloy (1945-)
- Antoine Elwart (1808-1877)
- Maurice Emmanuel (1862-1938)
- Gautier d'Épinal (XIIIe siècle)
- Thierry Escaich (1965-)
- Jean-Luc Étienne (1963-)

### F
- Louise Farrenc (1804-1875)
- Jean Louis Fasquel (1768-1828)
- Gabriel Fauré (1845-1924)
- Philippe Fénelon (1952-)
- Henry Février (1875-1957)
- Graciane Finzi (1945-)
- Henry Fourès (1948-)
- Jean Françaix (1912-1997)
- César Franck (1822-1890)
- Benjamin de la Fuente (1969-)

### G
- Renaud Gagneux (1947-2018)
- Pedro Garcia-Velasquez (1984-)
- Philippe Gaubert (1879-1941)
- Pierre Gaultier (1642-1696)
- François Giroust (1738-1799)
- André Gedalge (1856-1926)
- Jean Gilles (1668-1705)
- Bruno Giner (1960-)
- François-Joseph Gossec (1734-1829)
- Benjamin Godard (1849-1895)
- Charles Gounod (1818-1893)
- Louis Théodore Gouvy (1819-1898)
- Olivier Greif (1950-2000)
- André Grétry (1741-1813)
- Gérard Grisey (1946-1998)
- Pierre Guédron (1565-1620)
- Marius Gueit (1808-1862)
- Jean Guillou (1930-2019)

### H
- Reynaldo Hahn (1874-1947)
- Adam de la Halle (vers 1240-1287)
- Lucien Haudebert (1877-1963)
- Pierre Henry (1927-2017)
- Charles Hérissé (1737-1817)
- Philippe Hersant (1948-)
- Jean-Luc Hervé (1960-)
- Louis Homet (1691-1767)
- Jacques Hotteterre (1674-1763)
- Pierick Houdy (1929-)
- Philippe Hurel (1955-)

### I
- Jacques Ibert (1890-1962)
- Vincent d'Indy (1851-1931)

### J
- Élisabeth Jacquet de La Guerre (1665-1729)
- Hyacinthe Jadin (1776-1800)
- Clément Janequin (1485-1558)
- Pascale Jakubowski (1960-)
- Pierre Jodlowski (1971-)
- Betsy Jolas (1926-)
- André Jolivet (1905-1974)
- André Jorrand (1921-2007)
- Jérôme Joy (1961-)
- Louis-Antoine Jullien (1812-1860)
- Edmond Juvin (1811-?)

### K
- Franck Krawczyk (1969-)
- Charles Koechlin (1867-1950)

### L
- Sophie Lacaze (1963-)
- Édouard Lalo (1823-1892)
- Marcel Landowski (1915-1999)
- Raoul Laparra (1876-1943)
- Vincent Laubeuf (1974-)
- Charles Lecocq (1832-1918)
- Paul Le Flem (1881-1984
- Claude Le Jeune (vers 1530-1600)
- Michel Legrand (1932-2019)
- Raymond Legrand (1908-1974)
- René Leibowitz (1913-1972)
- Jacques Lenot (1945-)
- Léonin (vers 1150-vers 1210)
- Philippe Leroux (1951-)
- Gaspard Le Roux (vers 1660- au plus tard en 1707)
- Jean-Marie Leclair (1697-1764)
- Jean-Pierre Leguay(1939-)
- Édith Lejet (1941-)
- Paschal de L'Estocart (1539- après 1584)
- Jehannot de Lescurel (XIIIe siècle - mort en 1304)
- Bruno Letort (1963-)
- Denis Levaillant (1952-)
- Charles Levens (1689-1764)
- Michaël Levinas (1949-)
- Gaston Litaize (1909-1991)
- Christophe Looten (1958-)
- Francis Lopez (1916-1995)
- Jean-Baptiste Lully (1632-1687)

### M
- Guillaume de Machaut (ca 1300-1377)
- François-Bernard Mâche (1935-)
- Thierry Machuel (1962-)
- Henry Madin (1698-1748)
- Albéric Magnard (1865-1914)
- Louis-Aimé Maillart (1817-1871)
- Julien Malaussena (1980-)
- Ivo Malec (1925-2019)
- Bruno Mantovani (1974-)
- Marin Marais (1656-1728)
- Louis Marchand (1669-1732)
- Patrick Marcland (1944-)
- Yan Maresz (1966-)
- Antoine-François Marmontel (1816-1898)
- Frédérick Martin (1958-2016)
- Laurent Martin (1959-)
- Victor Massé (1822-1884)
- Jules Massenet (1842-1912)
- Olivier Massot (1966-)
- Jules Matton (1988-)
- Étienne Nicolas Méhul (1763-1817)
- Benoît Menut (1977-)
- Max Méreaux (1946- )
- André Messager (1853-1929)
- Olivier Messiaen (1908-1992)
- Jean-Christian Michel (1938-)
- Darius Milhaud (1892-1974)
- Raimon de Miraval (vers 1140-1220)
- Georges-Joseph de Momigny (1812-1882)
- Jean-Joseph Cassanéa de Mondonville (1711-1772)
- Eric Montalbetti (1968-)
- Hélène de Montgeroult (1764-1836)
- Guy Morançon (1927-)
- Jean-Baptiste Morin (1677-1745)
- Colette Mourey (1954-)
- Étienne Moulinié (1599-1676)
- Pierre Moulu (vers 1484-1550)
- Jean Mouton (1459-1522)
- Christophe Moyreau (1700-1767)
- Tristan Murail (1947-)

### N
- Karl Naegelen (1979-)
- Henri Nafilyan (1956)
- François Narboni (1963-)
- Valentin Neuville (1863-1941)
- Serge Nigg (1924-2008)

### O
- Maurice Ohana (1913-1992)
- Clara Olivares (1993-)
- George Onslow (1784-1863)
- Jacques Offenbach (1819-1880)

### P
- Nicolas Pacotat (c. 1696-1731)
- Albert de Paris (vers 1140)
- François Paris (1961-)
- Brice Pauset (1965-)
- Thierry Pécou (1965-)
- Olivier Penard (1974-)
- Camille Pépin (1990-)
- Pérotin (vers 1160-vers 1240)
- Gérard Pesson (1958-)
- Laurent Petitgirard (1950-)
- Dominique Phinot (vers 1510-1560)
- Francis Poulenc (1899-1963)
- Dominique Probst (1954-)
- Pierre Pincemaille (1956-2018)

### R
- Gilles Racot (1951-)
- Jean-Philippe Rameau (1683-1764)
- Maurice Ravel (1875-1937)
- Jean-Féry Rebel (1666-1747)
- Jacques Rebotier (1947-)
- Michèle Reverdy (1943-)
- Jean Rivier (1896-1987)
- Yann Robin (1974-)
- Guy Ropartz (1864-1955)
- Adrien Rougier (1892-1984)
- Samuel Rousseau (1853-1904)
- Albert Roussel (1869-1937)
- Joseph Nicolas Pancrace Royer (1705-1755)

### S
- Joseph Bologne de Saint-George (v.1745-1799)
- Camille Saint-Saëns (1835-1921)
- Adam de Saint-Victor (vers 1112-vers 1146)
- François Sarhan (1972-)
- Erik Satie (1866-1925)
- Henri Sauguet (1901-1989)
- Pierre Schaeffer (1910-1995)
- Florent Schmitt (1870-1958)
- Philippe Schoeller (1957 -)
- Gaston Serpette (1846-1904)
- Antonin Servière (1977-)
- Déodat de Séverac (1872-1921)
- Samuel Sighicelli (1972-)
- Gilles Silvestrini (1961-)
- Claire-Mélanie Sinnhuber (1973-)
- Mathieu Sohier (XVIe siècle)
- Charlotte Sohy (1887-1955)
- Oscar Strasnoy (1970-)

### T
- Germaine Tailleferre (1892-1983)
- Éric Tanguy (1968-)
- Ambroise Thomas (1811-1896)
- Jehan Titelouze (1563 ca -1633)
- Charles Tournemire (1870-1939)
- Trebor (vers 1380- vers 1409)
- Adrien Trybucki (1993-)

### V
- Georges van Parys (1902-1971)
- Edgard Varèse (1883-1965)
- Pierre Vellones (1889-1939)
- Philippe Verdelot (v.1485-v.1536)
- Bernard de Vienne (1957)
- Louis Vierne (1870-1937)
- Franck Villard (1966)
- Philippe de Vitry (1291-1361)

### W
- Fabien Waksman (1980-)
- François Weigel (1964-)
- Charles-Marie Widor (1844-1937)
- Jean-Claude Wolff (1946-)
- Caroline Wuiet (1768-1834)
- Ivan Wyschnegradsky (1893-1979)

### Y
- Michel Yost (1754-1786)
- Maurice Yvain (1891-1965)

### Z
- Pascal Zavaro (1959-)
- Jean-François Zygel (1960-)

## Classement chronologique (par année de naissance)

### Nés auXIesiècle
- Guillaume de Poitiers (1071-1127)
- Pierre Abélard (1079-1142)

### Nés auXIIesiècle
- Adam de Saint-Victor (vers 1112-vers 1146)
- Jaufré Rudel (vers 1113-vers 1170)
- Bernard de Ventadour (1125-ap. 1195)
- Beatritz de Dia (vers 1135-vers 1189)
- Giraut de Bornelh (1138-1215)
- Albert de Paris (vers 1140)
- Bertran de Born (1140-1215)
- Raimon de Miraval (vers 1140-1220)
- Blondel de Nesle (vers 1150-1210)
- Léonin (vers 1150-vers 1210)
- Folquet de Marseille (vers 1155-1231)
- Pérotin (vers 1160-vers 1240)
- Philippe le Chancelier (entre 1165 et 1236)
- Raimbaut de Vaqueiras (vers 1165-1207)
- Gace Brulé (vers 1160-1209)
- Aimeric de Péguilhan (v. 1175-1230)
- Gautier de Coincy (1178-1236)
- Hugues Brunet (vers 1190 - vers 1220)

### Nés auXIIIesiècle
- Gautier d'Épinal (XIIIe siècle)
- Colin Muset (v. 1210-1265)
- Adam de la Halle (vers 1240-1288)
- Pierre de la Croix (vers 1270-avant 1347)
- Philippe de Vitry (1291-1361)
- Jehannot de Lescurel (XIIIe siècle - mort en 1304)

### Nés auXIVesiècle
- Guillaume de Machaut (vers 1300-1377)
- François Andrieu (actif en 1377)
- Baude Cordier (1380- vers 1440)
- Trebor (vers 1380- vers 1409)

### Nés auXVesiècle
- Gilles Binchois (1400-1460)
- Guillaume Dufay (1400-1474)
- Josquin des Prés (1440-1521)
- Eloy d'Amerval (fl. 1455-1508)
- Jean Mouton (1459-1522)
- Antoine Brumel (1460-1512 ?)
- Pierre Moulu (vers 1484-1550)
- Clément Janequin (1485-1558)

### Nés auXVIesiècle
- Dominique Phinot (vers 1510-1560)
- Antoine de Bertrand (vers 1530-vers 1580)[1]
- Claude Le Jeune (vers 1530-1600)
- Guillaume Costeley (vers 1530-1606)
- Paschal de L'Estocart (1539- après 1584)
- Jehan Titelouze (1553-1633)
- Abraham Fourdy (vers 1560-1637)
- Pierre Guédron (1565-1620)
- Jean-Baptiste Besard (1567-1625)
- Antoine Boësset (1586-1643)
- Guillaume Bouzignac (vers 1587-1643)
- Artus Aux-Cousteaux (vers 1590-1656)
- Étienne Moulinié (1599-1676)

### Nés auXVIIesiècle
- Jacques Champion de Chambonnières (1601-1672)
- Louis Couperin (1626-1661)
- Jean-Henri d'Anglebert (1629-1691)
- Nicolas Lebègue (1631-1702)
- Jean-Baptiste Lully (1632-1687)
- Marc-Antoine Charpentier (1643-1704)
- Jean de Sainte-Colombe (1640?-1700?)
- Pierre Gaultier (dit Gautier de Marseille) (1642-1696)
- Jacques Boyvin (entre 1649 et 1655-1706)
- Marin Marais (1656-1728)
- Michel-Richard de Lalande (1657-1726)
- André Campra (1660-1744)
- Henry Desmarest (1661-1741)
- Élisabeth Jacquet de La Guerre (1665-1729)
- Jean Gilles (1668-1705)
- Gaspard Le Roux (vers 1660- au plus tard en 1707)
- Jean-Féry Rebel (1666-1747)
- Michel Pignolet de Montéclair (1667-1737)
- François Couperin (1668-1733)
- Louis Marchand (1669-1732)
- André Cardinal Destouches (1672-1749)
- Jacques Hotteterre (1674-1763)
- Louis-Nicolas Clérambault (1676-1749)
- Louis de Caix d'Hervelois (1677-1759)
- Jean-Baptiste Morin (1677-1745)
- Gaspard Corrette (vers 1677- avant 1733)
- Pierre Danican Philidor (1681-1731)
- Jean-François Dandrieu (1682-1738)
- Jean-Philippe Rameau (1683-1764)
- François d'Agincourt (1684-1758)
- Louis-Antoine Dornel (1685-1756 ou 1765)
- Charles Levens (1689-1764)
- Joseph Bodin de Boismortier (1689-1755)
- Pierre-Gabriel Buffardin (1690-1768)
- Louis Homet (1691-1767)
- Jean Cappus (1692-1740)
- Jean-Marie Leclair (1697-1764)
- Michel Blavet (1700-1768)
- Christophe Moyreau (1700-1774)
- Henry Madin (1698-1748)

### Nés auXVIIIesiècle
- Nicolas Chédeville (1705-1782)
- Joseph Nicolas Pancrace Royer (1705-1755)
- Michel Corrette (1707-1795)
- Julie Pinel (1710-1737)
- Mlle Guédon de Presles (début du XVIIIe siècle - vers 1754)
- Jean-Joseph Cassanéa de Mondonville (1711-1772)
- Antoine Dauvergne (1713-1797)
- Jacques Duphly (1715-1789)
- Claude Balbastre (1724-1799)
- François-André Danican Philidor (1726-1795)
- Armand-Louis Couperin (1727-1789)
- Simon Simon (vers 1720 ou 1735 - vers 1787)
- François-Joseph Gossec (1734-1829)
- Jean-Jacques Beauvarlet Charpentier (1734-1794)
- Charles Hérissé (1737-1817)
- François Giroust (1738-1799)
- André Grétry (1741-1813)
- Joseph Bologne de Saint-George (v.1745-1799)
- Nicolas Dalayrac (1753-1809)
- Michel Yost (1754-1786)
- Louis Adam (1758-1848)
- François Devienne (1759-1803)
- Étienne Nicolas Méhul (1763-1817)
- Hélène de Montgeroult (1764-1836)
- Amélie Julie Candeille (1767-1834)
- Jean Louis Fasquel (1768-1828)
- Caroline Wuiet (1768-1834)
- François-Adrien Boieldieu (1775-1834)
- Hyacinthe Jadin (1776-1800)
- Daniel-François-Esprit Auber (1782-1871)
- Alexandre-Pierre-François Boëly  (1785-1858)
- George Onslow (1784-1863)
- Nicolas Bochsa (1789-1856)
- Frédéric Chalon (né au XVIIIe siècle)

### Nés auXIXesiècle
- Adolphe Adam (1803-1856)
- Hector Berlioz (1803-1869)
- Louise Farrenc (1804-1875)
- Antoine Elwart (1808-1877)
- Louis Clapisson (1808-1866)
- Pierre-Louis Dietsch (1808-1865)
- Marius Gueit (1808-1862)
- Félicien David (1810-1876)
- Ambroise Thomas (1811-1896)
- Louis-Antoine Jullien (1812-1860)
- Georges-Joseph de Momigny (1812-1882)
- Charles-Valentin Alkan (1813-1888)
- François Bazin (1816-1878)
- Antoine-François Marmontel (1816-1898)
- Louis-Aimé Maillart (1817-1871)
- Charles Dancla (1817-1907)
- Charles Gounod (1818-1893)
- Jacques Offenbach (1819-1880)
- Louis Théodore Gouvy (1819-1898)
- César Franck (1822-1890)
- Victor Massé (1822-1884)
- Édouard Lalo (1823-1892)
- Clémence de Grandval (1828-1907)
- Ludovic Bisch, ou Louis Philippe Bisch (ou Bisch-Lobstein ; 1831-1926)
- Charles Lecocq (1832-1918)
- Camille Saint-Saëns (1835-1921)
- Léo Delibes (1836-1891)
- Georges Bizet (1838-1875)
- Emmanuel Chabrier (1841-1894)
- Jules Massenet (1842-1912)
- Edmond Audran (1842-1901)
- Charles-Marie Widor (1844-1937)
- Gabriel Fauré (1845-1924)
- Gaston Serpette (1846-1904)
- Henri Duparc (1848-1933)
- Benjamin Godard (1849-1895)
- Vincent d'Indy (1851-1931)
- André Messager (1853-1929)
- Ernest Chausson (1855-1899)
- André Gedalge (1856-1926)
- Cécile Chaminade (1857-1944)
- Mélanie Bonis (1858-1937)
- Gustave Charpentier (1860-1956)
- Maurice Emmanuel (1862-1938)
- Claude Debussy (1862-1918)
- Paul Delmet (1862-1904)
- Valentin Neuville (1863-1941)
- Charles Bordes (1863-1909)
- Guy Ropartz (1864-1955)
- Paul Dukas (1865-1935)
- Albéric Magnard (1865-1914)
- Erik Satie (1866-1925)
- Charles Koechlin (1867-1950)
- Albert Roussel (1869-1937)
- Louis Vierne (1870-1937)
- Florent Schmitt (1870-1958)
- Charles Tournemire (1870-1939)
- Déodat de Séverac (1872-1921)
- Reynaldo Hahn (1874-1947)
- Maurice Ravel (1875-1937)
- Henriette Renié (1875-1956)
- Henry Février (1875-1957)
- Gabriel Dupont (1878-1914)
- André Caplet (1878-1925)
- Jean Cras (1879-1932)
- Joseph Canteloube (1879-1957)
- Paul Le Flem (1881-1984)
- Maurice Desrez (1882-1969)
- Marie-Charlotte Baudry (1883-1960)
- Edgard Varèse (1883-1965)
- Marcel Dupré (1886-1971)
- Charlotte Sohy (1887-1955)
- Nadia Boulanger (1887-1979)
- Claude Delvincourt (1888-1954)
- Pierre Vellones (1889-1939)
- Jacques Ibert (1890-1962)
- Maurice Yvain (1891-1965)
- Germaine Tailleferre (1892-1983)
- Darius Milhaud (1892-1974)
- Lili Boulanger (1893-1918)
- Ivan Wyschnegradsky (1893-1979)
- Jean Rivier (1896-1987)
- Georges Auric (1899-1983)
- Francis Poulenc (1899-1963)
- Henry Barraud (1900-1997)

### Nés auXXesiècle
- Henri Sauguet (1901-1989)
- Maurice Duruflé (1902-1986)
- Georges van Parys (1902-1971)
- André Jolivet (1905-1974)
- Eugène Bozza (1905-1991)
- Tony Aubin (1907-1981)
- Olivier Messiaen (1908-1992)
- Raymond Legrand (1908-1974)
- Gaston Litaize (1909-1991)
- Pierre Schaeffer (1910-1995)
- Jehan Alain (1911-1940)
- Desenclos, Alfred (1912-1971)
- Maurice Ohana (1913-1992)
- René Leibowitz (1913-1972)
- Marcel Landowski (1915-1999)
- Francis Lopez (1916-1995)
- Henri Dutilleux (1916-2013)
- Henri Betti (1917-2005)
- Roger Calmel (1920-1998)
- André Jorrand (1921-2007)
- Claude Ballif (1924-2004)
- Serge Nigg (1924-2008)
- Pierre Cochereau (1924-1984)
- Pierre Boulez (1925-2016)
- André Boucourechliev (1925-1997)
- Charles Chaynes (1925-2016)
- Ivo Malec (1925-2019)
- Jacques Castérède (1926-2014)
- Betsy Jolas (1926-)
- Pierre Henry (1927-2017)
- Guy Morançon (1927- )
- Pierick Houdy (1929-2021)
- Jean Guillou (1930-2019)
- François Bayle (1932-)
- Michel Legrand (1932-2019)
- Jacques Charpentier (1933-2017)
- Alain Bancquart (1934-2022)
- Thérèse Brenet (1935-)
- François-Bernard Mâche (1935-)
- Gérard Masson (1936-2021)
- Isabelle Aboulker (1938-)
- Jean-Christian Michel (1938-)
- Jean-Pierre Leguay (1939-)
- Édith Lejet (1941-)
- Hugues Dufourt (1943-)
- Michèle Reverdy (1943-)
- Graciane Finzi (1945-)
- Jacques Lenot (1945-)
- Gérard Grisey (1946-1998)
- Jean-Claude Wolff (1946-)
- Max Méreaux (1946- )
- Gérard Condé (1947-)
- Renaud Gagneux (1947-2018)
- Tristan Murail (1947-)
- Jean-Louis Florentz (1947-2004)
- Jacques Rebotier (1947-)
- Henry Fourès (1948-)
- Philippe Hersant (1948-)
- Michaël Levinas (1949-)
- Édith Canat de Chizy (1950-)
- Olivier Greif (1950-2000)
- Laurent Petitgirard (1950-)
- Bernard Cavanna (1951-)
- Gilles Racot (1951-)
- Philippe Chamouard (1952-)
- Denis Levaillant (1952-)
- Philippe Manoury (1952-)
- Philippe Fénelon (1952-)
- Stéphane Delplace (1953-)
- Denis Dufour (1953- )
- Jean Voguet (1953-)
- Bruno Coulais (1954-)
- Colette Mourey (1954-)
- Dominique Probst (1954-)
- Florence Baschet (1955-)
- Pascal Dusapin (1955-)
- Philippe Hurel (1955-)
- Denis Colin (1956-)
- François Cotinaud (1956-)
- François Roy (1956)
- Arnaud Dumond (1956-)
- Henri Nafilyan (1956-)
- Pierre Pincemaille (1956-2018)
- Philippe Schoeller (1957-)
- Bernard de Vienne (1957-)
- Bertrand Dubedout (1958-)
- Christophe Looten (1958-)
- Frédérick Martin (1958-2006)
- Gérard Pesson (1958-)
- Nicolas Vérin (1958-)
- Frédéric Durieux (1959-)
- Anthony Girard (1959-)
- Philippe Leroux (1959-)
- Laurent Martin (1959-)
- Jean-Luc Perrot (1959-)
- Pascal Zavaro (1959-)
- Patrick Burgan (1960-)
- Bruno Giner (1960-)
- Jean-Luc Hervé (1960-)
- Pascale Jakubowski (1960-)
- Jean-François Zygel (1960-)
- Marc-André Dalbavie (1961-)
- Nicolas Bacri (1961-)
- Thierry Blondeau (1961-)
- Jérôme Joy (1961-)
- François Paris (1961-)
- Gilles Silvestrini (1961-)
- Thierry Machuel (1962-)
- Alain Basso (1963-)
- Sophie Lacaze (1963-)
- Jean-Luc Étienne (1963-)
- Jean-Yves Malmasson (1963-)
- François Narboni (1963-)
- François Weigel (1964-)
- Thierry Escaich (1965-)
- Brice Pauset (1965-)
- Thierry Pécou (1965-)
- Yan Maresz (1966-)
- Olivier Massot (1966-)
- Franck Villard (1966-)
- Frédéric Acquaviva (1967-)
- Jean-Louis Agobet (1968-)
- Régis Campo (1968-)
- Pierre Charvet (1968-)
- Fabien Lévy (1968-)
- Richard Dubugnon (1968-)
- Eric Montalbetti (1968-)
- Philippe Rombi (1968-)
- Éric Tanguy (1968-)
- Benjamin de la Fuente (1969-)
- Franck Krawczyk (1969-)
- Valéry Aubertin (1970-)
- Guillaume Connesson (1970-)
- Geoffroy Drouin (1970-)
- Oscar Strasnoy (1970-)
- Kirill Zaborov (1970-)
- Franck Bedrossian (1971-)
- Pierre Jodlowski (1971-)
- David Chaillou (1971-)
- Pierre-Adrien Charpy (1972-)
- Julien Copeaux (1972-2003)
- François Sarhan (1972-)
- Samuel Sighicelli (1972-)
- Karol Beffa (1973-)
- Claire-Mélanie Sinnhuber (1973-)
- Olivier Calmel (1974-)
- Jérôme Ducros (1974-)
- Bruno Mantovani (1974-)
- Vincent Laubeuf (1974-)
- Olivier Penard (1974-)
- Yann Robin (1974-)
- Raphaèle Biston (1975-)
- Raphaël Cendo (1975-)
- Enguerrand-Friedrich Lühl-Dolgorukiy (1975-)
- Benoît Menut (1977-)
- Antonin Servière (1977-)
- Karl Naegelen (1979-)
- Maxime Aulio (1980-)
- Julien Malaussena (1980-)
- Fabien Waksman (1980-)
- Juan Arroyo (1981-)
- Christophe Bertrand (1981-2010)
- Thierry Deleruyelle (1983-)
- Pedro Garcia-Velasquez (1984-)
- Sasha J. Blondeau (1986-)
- Florent Caron Darras (1986-)
- Jules Matton (1988-)
- Camille Pépin (1990-)
- Clara Olivares (1993-)
- Adrien Trybucki (1993-)
- Augustin Braud (1994-)